# Incoming-Tourismus
Als Incoming-Tourismus (branchenintern kurz Incoming) bezeichnet man im Fremdenverkehr die Einreise von Touristen in eine Destination aus Sicht der ortsansässigen Unternehmen. Unternehmen, die sich auf die umfassende Betreuung der Incoming-Touristen (oft im Auftrag eines nicht-ortsansässigen Reiseveranstalters) spezialisiert haben, werden als Incoming-Agenturen bezeichnet. Ähnlich, aber nicht deckungsgleich, ist der Begriff Inbound-Tourismus, der explizit den Reiseverkehr aus dem Ausland bezeichnet, wohingegen der Incoming-Tourismus auch einheimische Gäste mitbedenkt.

## Aufgaben
Die Leistungserstellung im Incoming-Tourismus erfolgt zumeist durch einzelne touristische Unternehmen und Organisationen im Zielgebiet, vor allem Beherbergungs- und Gastronomiebetriebe. Hinzu kommen weiterreichende Betreuungsaufgaben der Endkunden (Touristen), die beispielsweise von Niederlassungen des Reiseveranstalters bzw. Reisebüros im Zielgebiet oder von spezialisierten Incoming-Agenturen übernommen werden.
Incoming-Agenturen werden in der Regel im Kundenauftrag tätig, d. h. es werden Reisepakete im Zielgebiet in Reaktion auf eine konkrete Anfrage eines Reiseveranstalters zusammengestellt. Dazu arbeiten sie mit lokalen Dienstleistern (Hotels, Ferienhäuser, Restaurants, Reiseführern, Beförderungsdienstleistern…) zusammen. Incoming-Agenturen nehmen also eine Brücken- und Mittlerfunktion zwischen der Nachfrage auf den Herkunftsmärkten und dem Angebot vor Ort ein. Sie sind Kooperationspartner für ausländische Reiseveranstalter, die keine eigene Zielgebietsagentur betreiben können. Für deren Gäste fungiert die Incoming-Agentur als Ansprechpartner bei allen Themen rund um die Reise. Wichtig ist die Unterscheidung zum Destinationsmanagement, das auf einer höheren Ebene (oft in öffentlichem Auftrag bzw. auf öffentlich-rechtlicher Grundlage) die Entwicklung und Vermarktung des Tourismus in einer Region vorantreibt, wohingegen Incoming-Agenturen gewinnorientiert arbeiten und keine allgemeinen oder verwaltungsorientierten Aufgaben zu erfüllen haben.

## Rechtliche Aspekte
Bucht der Reisende eine Pauschalreise bei einem Reiseveranstalter in seinem Heimatland, gilt das Recht in diesem Herkunftsland (maßgeblich ist der Sitz des Reiseveranstalters). Aus Sicht des Reisenden handelt es sich um Outgoing aus dem Heimatland. Bucht der Reisende Services hingegen direkt vor Ort (egal ob nach Ankunft oder vorab) bei den einzelnen Leistungsträgern oder einer Incoming-Agentur gelten die jeweils rechtlichen Bestimmungen in der Destination.